# Underworld (phim 2003)
Underworld (tiếng Việt là Thế giới ngầm) là một bộ phim kinh dị hành động năm 2003 của đạo diễn Len Wiseman, bộ phim kể về lịch sử bí mật của ma cà rồng và Lycans (một dạng viết tắt của Lycanthrope). Đây là phần đầu tiên (thứ tự thời gian, thứ hai) trong loạt phim Underworld. Cốt truyện chính xoay quanh Selene (Kate Beckinsale), một ma cà rồng là một Death Dealer chuyên săn Lycans. Cô bị thu hút bởi một con người, Michael Corvin (Scott Speedman), người đang là mục tiêu của Lycans. Sau khi Michael bị cắn bởi một Lycan, Selene phải quyết định làm nhiệm vụ của mình là giết anh ta hay đi ngược lại quy định trong gia tộc của mình và cứu anh ta.
Bộ phim chỉ được nhận xét thường và tiêu cực, chỉ trích cường điệu và thiếu sự phát triển nhân vật, một số lượng nhỏ người nhận xét khen ngợi các yếu tố như hình ảnh của bộ phim mang phong cách Gothic.

## Nội dung
Từ những thế kỷ trước, cuộc chiến giữa ma cà rồng và người sói đã nổ ra. Selene là một ma cà rồng luôn truy đuổi và giết người sói. Một phần là vì nhiệm vụ, một phần cũng là do gia đình cô đã bị người sói giết nhiều thế kỷ trước.
Trong một lần làm nhiệm vụ, Selene tìm được hang ổ của bọn người sói và biết được rằng chúng đã chế tạo một loại đạn có thể giết ma cà rồng. Cô nói chuyện đó cho Kraven biết nhưng hắn chỉ bỏ ngoài tai. Cô tình cờ biết được bọn người sói đang truy đuổi một chàng trai tên là Michael Corvin, người có thể dung hòa cả hai dòng máu ma cà rồng và người sói. Selene cứu được Michael nhưng không may anh lại bị Lucian, thủ lĩnh của bọn người sói cắn. Cô còng tay anh vào một cái ghế, nói với anh rằng khi trăng tròn cũng là lúc anh biến thành người sói. Selene quyết định đánh thức Viktor, một ma cà rồng quyền lực. Lúc này, Singe, một nhà khoa học làm việc cho người sói đã khai nhận tất cả rằng Kraven đã phản bội và chúng muốn biến Michael thành người lai. Viktor tức giận giết chết Singe.
Michael bị bọn người sói bắt giữ và anh biết được rằng nhiều thế kỷ trước, Lucian và Sonja, con gái của Viktor đã yêu nhau. Sonja lúc này đã có thai với Lucian, vì không muốn đứa con lai đó được sinh ra đời nên Viktor quyết định giết Sonja. Lucian quyết tâm trả thù, từ đó hai dòng dõi ma cà rồng và người sói đối địch với nhau. Trong cuộc tấn công vào hang ổ của người sói, Selene tìm được Michael, vì không muốn anh trở thành người sói nên cô đã cắn anh, truyền dòng máu ma cà rồng vào người Michael, bây giờ Michael đã trở thành người lai.
Kraven kể cho Selene nghe sự thật rằng không phải người sói giết gia đình cô mà chính Viktor đã làm điều đó. Kraven bắn Lucian và bảo Selene đi theo mình nhưng lúc đó Lucian tỉnh dậy làm Kraven bị thương. Kraven bắn chết Lucian rồi bỏ trốn. Viktor muốn giết Michael nhưng bị Selene ngăn cản. Sau đó cô dùng thanh kiếm giết chết ông. Selene trao dây chuyền của Sonja cho Michael, hai người phải chạy trốn vì sắp bị cả hai giống loài săn lùng. Tại dinh thự của ma cà rồng, máu của Singe thấm vào quan tài của Markus và hắn mở mắt ra.

## Diễn viên
- Kate Beckinsale vai Selene
- Scott Speedman vai Michael Corvin
- Shane Brolly vai Kraven
- Bill Nighy vai Viktor
- Michael Sheen vai Lucian
- Erwin Leder vai Singe
- Sophia Myles vai Erika
- Robbie Gee vai Kahn
- Kevin Grevioux vai Raze
- Zita Görög vai Amelia
- Scott McElroy vai Soren
- Wentworth Miller vai Adam Lockwood
- Dennis Kozeluh vai Dmitri
- Hank Amos vai Nathaniel
- Sandor Bolla vai Rigel
- Todd Schneider vai Trix
- Jázmin Dammak vai Sonja